# Route nationale 70 (Suède)
Pour les articles homonymes, voir Route nationale 70.
La route nationale 70 (en suédois : Riksväg 70) est une route nationale entre Enköping et Idre en Suède,.

## Présentation
La route bifurque de la route européenne 18 à Enköping, à environ 70 kilomètres à l'ouest de Stockholm.
La route s'étend vers le nord-ouest à travers un mélange de forêts et de prairies. traversant Avesta, Hedemora, Borlänge (le tronçon de Borlänge à Djurås est commun avec la route européenne 16),
De Sala à Avesta, la route traverse des zones densément boisées. À Avesta, elle croise deux fois la route nationale 68.
Au nord de Borlänge, la région devient plus vallonnée.
De Leksand jusqu'à Mora elle longe le lac Siljan, à Mora elle rejoint la route européenne 45.
Au nord de Mora, la région est moins peuplée les collines sont également plus hautes, pour finalement se transformer en montagnes basses dans la zone frontalière peu peuplée avec la Norvège.
La route traverse Älvdalen, Särna.
Le dernier village du parcours est Idre, après quoi la route continue à environ 700 mètres d'altitude jusqu'à à la frontière entre la Suède et la Norvège.
En Norvège elle est prolongée par la route régionale 218.
La longueur de la route nationale 70 est d'environ 430 kilomètres.

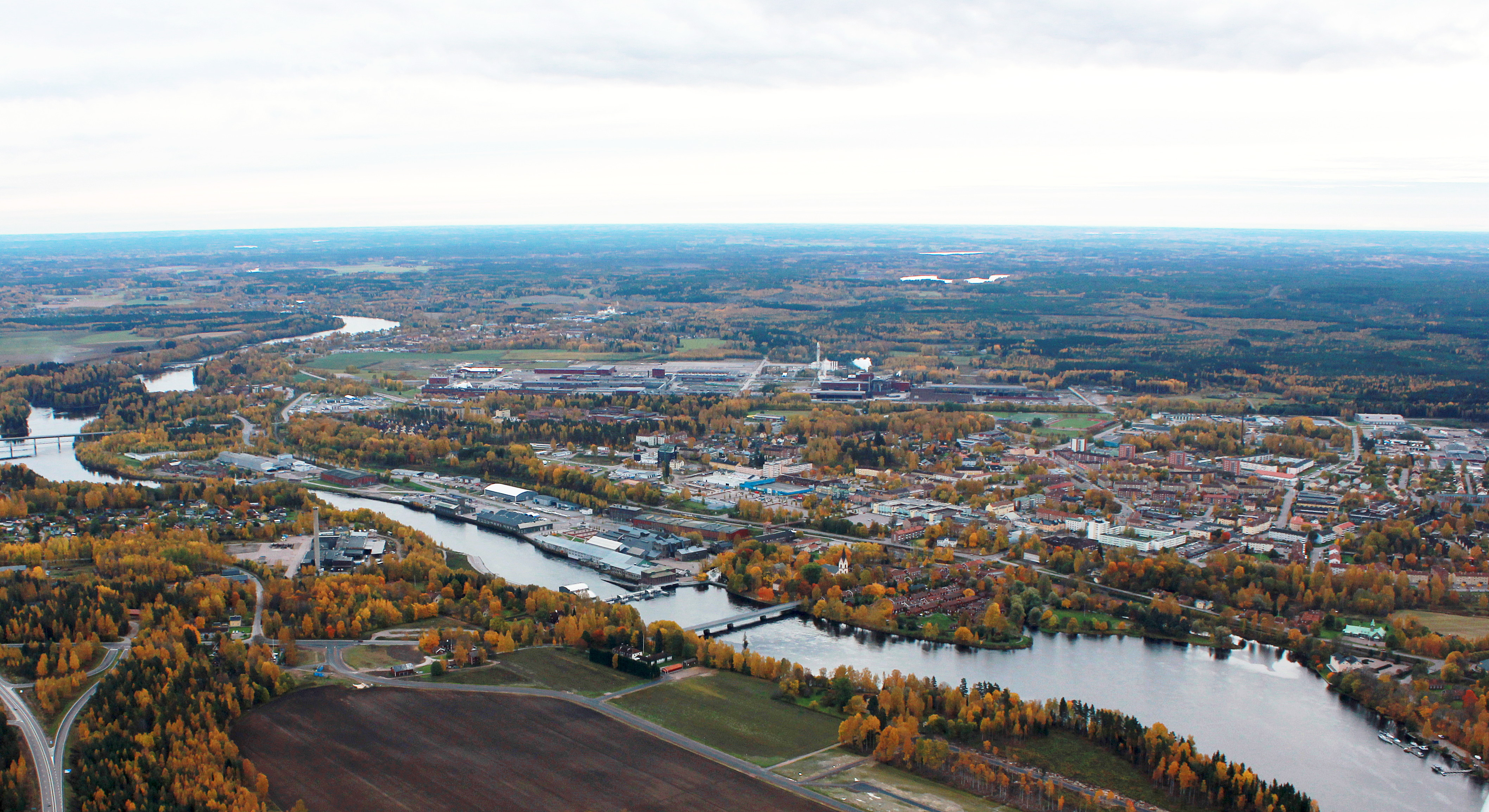
Vue d'Avesta, la route 70 est dans le coin inférieur gauche.

## Tracé
| Km     | Lieu         | Carte interactive |
| ------ | ------------ | ----------------- |
| 0 km   | Enköping     |                   |
| 22 km  | Fjärdhundra  |                   |
|        | Kumla kyrkby |                   |
| 46 km  | Sala         |                   |
|        | Avesta       |                   |
| 104 km | Hedemora     |                   |
|        | Säter        |                   |
| 125 km | Solvarbo     |                   |
|        | Borlänge     |                   |
|        | Norr Amsberg |                   |
|        | Sifferbo     |                   |
| 164 km | Djurås       |                   |
|        | Gagnef       |                   |
| 179 km | Insjön       |                   |
|        | Häradsbygden |                   |
|        | Leksand      |                   |
| 200 km | Tällberg     |                   |
|        | Rättvik      |                   |
|        | Vikarbyn     |                   |
|        | Färnäs       |                   |
| 236 km | Mora         |                   |
|        | Östnor       |                   |
|        | Bonäs        |                   |
| 283 km | Brunnsberg   |                   |
| 354 km | Särna        |                   |
| 430 km | Idre         |                   |